# 桃園市私立世紀綠能工商高級中等學校
世紀學校財團法人桃園市世紀綠能工商高級中等學校（英語：Century Green Energy Vocational Senior High School，簡稱世紀綠能工商，舊名由桃園市私立成功高級工商職業學校、成功工商）是位於台灣桃園市龜山區的私立高級職業學校。1967年創校，2023年世紀集團接收經營後更名。

## 簡史
- 1967年：私立成功高級工商職業學校成立；汽車修護科、綜合商業科、建築工程科、建築製圖科設立。
- 1968年：電子修護科設立。
- 1969年：附設補習學校成立。
- 1970年：附設補習學校中級部成立。
- 1976年：電子工程科設立。
- 1978年：美術工藝科設立。
- 1987年：電子工程科、電子修護科調整為資訊科。
- 1988年：綜合商業科調整為資料處理科。
- 1991年：美術工藝科調整為廣告設計科。
- 1992年：國際貿易科設立。
- 1995年：美容科、幼兒保育科設立。
- 1995年：餐飲管理科、高中部普通科設立。
- 1999年：綜合高中部、綜合職能科（特教班）設立。
- 2000年：附設補習學校更名為附設進修學校。
- 2000年：停招廣告設計科、國際貿易科。
- 2002年：輪調式建教合作班成立。
- 2004年：停招高中部普通科、美容科、綜合高中部、綜合職能科（特教班）。
- 2005年：流通管理科設立。
- 2015年：綜合職能科（特教班）恢復招生。
- 2016年：資料處理科調整為電子商務科。
- 2023年：由世紀集團接手經營，3月22日更名為世紀學校財團法人桃園市世紀綠能工商高級中等學校[1]，4月26日正式揭牌[2]

## 科系簡介
- 高職部
  - 資訊科
  - 機械科
  - 電子商務科
  - 餐飲管理科
  - 汽車修護科
  - 幼兒保育科
  - 流通管理科
  - 綜合職能科
- 進修部
  - 資訊科
  - 汽車修護科
  - 資料處理科 (夜籍日讀)
  - 餐飲管理科
- 實用技能班
  - 機車修護科
- 輪調式建教合作班
  - 資訊科
  - 電子商務科（僑生專班）
  - 餐飲管理科
  - 流通管理科
  - 機械科

## 校園建物
- 行政大樓
- 資訊大樓
- 忠樓
- 孝樓
- 仁樓
- 愛樓
- 信樓
- 義樓
- 和樓

## 歷任校長及董事長

### 歷任校長
| 任期 | 姓名   | 任職日期   | 離職日期  | 備註                                                                  |
| ---- | ------ | ---------- | --------- | --------------------------------------------------------------------- |
| 1    | 沈恆勤 | 1967年8月  | 1998年7月 | 改選董事長                                                            |
| 2    | 郭再添 | 1998年8月  | 2003年7月 |                                                                       |
| 3    | 康建懷 | 2003年8月  | 2010年1月 |                                                                       |
| 4    | 王化東 | 2010年2月  | 2012年1月 | 原教務主任升任，任內退休                                              |
| 5    | 夏金興 | 2012年2月  | 2016年1月 | 原桃園縣私立光啟高級中學輔導主任升任，2016年2月轉任桃園市政府體育局長 |
| 代理 | 陳秀燕 | 2016年2月  | 2016年7月 | 教務主任代理                                                          |
| 6    | 鄒紹騰 | 2016年8月  | 2018年9月 | 原苗栗縣私立大成高級中學校長轉任，任內遭董事會解聘[3]                 |
| 7    | 邱垂夕 | 2018年10月 | 2021年2月 | 原學務主任升任，任內退休                                              |
| 代理 | 邱志城 | 2021年2月  | 2022年7月 | 教務主任代理                                                          |
| 8    | 陳崑玉 | 2022年8月  | 現任      | 原桃園市大興高級中等學校校長轉任，111.08.18上任                       |

### 歷任董事長
| 任期 | 姓名   | 任職日期   | 離職日期   | 備註           |
| ---- | ------ | ---------- | ---------- | -------------- |
| 1    | 欒澤秋 | 1967年9月  | 1976年5月  | 董事會，推選   |
| 2    | 魏照金 | 1976年5月  | 1976年12月 | 董事會，推選   |
| 3    | 喬健民 | 1976年12月 | 1989年4月  | 董事會，推選   |
| 4    | 常忠恕 | 1989年4月  | 1999年8月  | 董事會，推選   |
| 5    | 沈恆勤 | 1999年4月  | 2005年12月 | 任內逝世       |
| 6    | 孟憲淳 | 2005年12月 | 2008年8月  | 董事會，推選   |
| 7    | 崔玉環 | 2008年8月  | 2012年9月  | 董事會，推選   |
| 8    | 郭在民 | 2012年9月  | 2016年9月  | 董事會，推選   |
| 9    | 莊明輝 | 2016年9月  | 2020年11月 | 任內逝世[4][5] |
| 10   | 藍玉裡 | 2021年1月  | 2022年10月 | 董事會，推選   |
| 11   | 賴文祥 | 2022年11月 | 現任       | 董事會，推選   |

## 爭議
2021年1月成功工商因財務出現困難，扣除教師研究費且調高教師授課時數導致工時過長，而且被教師爆料禁止教職員休假，引起爭議。

## 外部連結
- 官方网站